# Culoptila jamapa
Culoptila jamapa är en nattsländeart som beskrevs av Bueno-soria och Santiago de Fragoso 1996. Culoptila jamapa ingår i släktet Culoptila och familjen stenhusnattsländor. Inga underarter finns listade i Catalogue of Life.